# Manfred Kleine-Hartlage
Manfred Kleine-Hartlage (* 1966 in München) ist ein deutscher Publizist. Er gilt als Vertreter der Neuen Rechten.

## Leben
Kleine-Hartlage studierte Sozialwissenschaften, Fachrichtung Politische Wissenschaft, an der Universität Duisburg-Essen (Diplom).
Nach eigenen Angaben war er von 1981 bis 1996 Mitglied der SPD und wandte sich dann der politischen Rechten zu. 2014 verstand er sich als „rechter Islamkritiker“ und ist seit 2007 Betreiber des „ideologiekritischen“ (Kleine-Hartlage) Weblogs korrektheiten.com. Kleine-Hartlage schrieb u. a. in der Vergangenheit für die rechtskonservative Wochenzeitung Junge Freiheit, den islamfeindlichen Blog Politically Incorrect (PI-News), war 2012/2013 als Autor der Zeitschrift Sezession tätig und ist Kommentator bei der laut Julian Feldmann als rechtsextrem geltenden Monatszeitschrift Zuerst!.
Kleine-Hartlage ist verwitwet und wohnt in Berlin.

## Rezeption
Vom Bonner Politikwissenschaftler Lazaros Miliopoulos werden Kleine-Hartlages Thesen aus dem Buch Das Dschihad-System (2010) der radikalen Islamkritik zugeordnet. Miliopoulos hält das Werk in einer Analyse im Jahrbuch Extremismus & Demokratie für einerseits durchaus streitbar und systematisch herausgearbeitet. Kleine-Hartlage nehme darin eine tendenziell konservative Position ein, trete für verpflichtende westliche Werte ein und argumentiere politisch inkorrekt. Er baue allerdings andererseits eine „Feindbildkonstruktion“ auf und fordere zur Bekämpfung des Islams als Politische Ideologie auf. Um seine These von der Feindseligkeit gegenüber Andersgläubigen im „System Islam“ zu belegen, führe er eine „einseitige Koranexegese“ durch. Im Gegensatz etwa zum kulturoptimistischen, islamkritischen Publizisten Hamed Abdel-Samad bewege er sich, ohne rassistisch zu sein, in eher kulturpessimistischem, islamfeindlichem Terrain.
Alexander Häusler vom Forschungsschwerpunkt Rechtsextremismus/Neonazismus der FH Düsseldorf wies darauf hin, dass der Kleine-Hartlage-Band Europa verteidigen (2011) Texte des norwegischen Bloggers Fjordman enthält, den der Rechtsterrorist Anders Behring Breivik als Inspiration betrachtete. Häusler zählt Kleine-Hartlage zu den „muslimfeindlichen Aktivisten“ in Deutschland.
Der Historiker Volker Weiß führte aus, dass „Kleine-Hartlage […] als Verfechter der ‚konservativen Revolution‘ in Deutschland in einschlägigen Zirkeln zwischen den Zeitschriften ‚Junge Freiheit‘, ‚Sezession‘ und der Pro-Bewegung präsent“ sei. Kleine-Hartlage teile als Herausgeber die „politische Agenda“ des Bloggers und bemühe sich in seinen Kommentierungen um dessen „Rettung“.
Sein Buch Neue Weltordnung (2011) stellte er bei den Freien Wählern in Frankfurt am Main vor. Im Rahmen der Lesungsreihe traf er in Stuttgart auf die Blogger Helene-Elisabeth Ilona Schliebs („Kybeline“) und Karl-Michael Merkle („Michael Mannheimer“) von der Bürgerbewegung Pax Europa (BPE), die u. a. in Beiträgen der Informationsmedien gegen Rechtsextremismus, Störungsmelder und publikative.org mit Rassismus in Zusammenhang gebracht werden.
Der Religionswissenschaftler Christoph Bochinger sieht seinen Blog als „tendenziell gegen Multikulturalismus gerichtet“.
Kleine-Hartlage nahm im Jahr 2012 an der neurechten Messe Zwischentag in Berlin teil. Zusammen mit Martin Lichtmesz galt er in der späteren Richtungsauseinandersetzung im Umfeld von Sezession und Institut für Staatspolitik gegenüber Karlheinz Weißmann als Unterstützer des Verlegers Kubitschek. Helmut Kellershohn vom Duisburger Institut für Sprach- und Sozialforschung (DISS) rechnet ihn dem „jungkonservativen Lager“ zu. Nach Kellershohn sei Kleine-Hartlages Angebot an die politische Linke vergleichbar mit der Querfront-Strategie des Tat-Kreises der Weimarer Republik.
Nach dem Historiker und Gedenkstättenmitarbeiter Michael Sturm von der Mobilen Beratung gegen Rechtsextremismus polemisiert Kleine-Hartlage „gegen die strafrechtliche Sanktionierung der Shoa-Leugnung“. Es zeige sich darin ein „zentraler Wesenszug des Geschichtsverständnisses der ‚Neuen Rechten‘“, so Sturm. Kleine-Hartlage unterstelle in „verschwörungstheoretischer Diktion […] die Existenz eines geschichtspolitischen Masterplans“.
Er war u. a. Referent bei Veranstaltungen der rechtsextremen German Defence League (2014) und der Staats- und Wirtschaftspolitischen Gesellschaft (2015) in Hamburg.
Laut der Politikwissenschaftlerin Elke Rajal unterstellt Kleine-Hartlage Juden ein Interesse am Antisemitismus. Sie zitiert aus einem Beitrag Kleine-Hartlages in der Sezession, in dem er schrieb: „Es ist müßig, psychologisierend darüber zu spekulieren, […] ob der Politik, Feindseligkeiten zu provozieren, um sie dann als ‚Antisemitismus‘ zu mißdeuten und zu verdammen, ein unbewußter Rollenzwang zugrundeliegt, also der Wunsch, das eigene verinnerlichte Selbstbild als verfolgte Minderheit zu stabilisieren, das ohne ‚Antisemitismus‘ revisionsbedürftig wäre.“ Außerdem unterstellte Kleine-Hartlage dem Zentralrat der Juden in Deutschland eine „unaufhörliche deutschfeindliche Propaganda“.

## Schriften (Auswahl)
als Autor
- Das Dschihad-System. Wie der Islam funktioniert. Resch, Gräfelfing 2010, ISBN 978-3-935197-96-0.
- „Neue Weltordnung“. Zukunftsplan oder Verschwörungstheorie? Edition Antaios, Schnellroda 2011, ISBN 978-3-935063-64-7.
- Warum ich kein Linker mehr bin. Edition Antaios, Schnellroda 2012, ISBN 978-3-935063-69-2.
- Die liberale Gesellschaft und ihr Ende. Über den Selbstmord eines Systems. Edition Antaios, Schnellroda 2013, ISBN 978-3-944422-30-5.
- Die Sprache der BRD. 131 Unwörter und ihre politische Bedeutung. Verlag Antaios, Schnellroda 2015, ISBN 978-3-944422-27-5.
- Die Besichtigung des Schlachtfelds. Verlag Antaios, Schnellroda 2016, ISBN 978-3-944422-28-2.
- 2017 veröffentlichte Kleine-Hartlage auf der Seite fanfiktion.de einen Fortsetzungsroman Die Unbestechlichen zu Harry Potter von Joanne K. Rowling. 2018 stellte er diesen Roman auf einer eigenen Seite zum kostenlosen Download zur Verfügung.[22] In einem Interview mit Politically Incorrect deutete Kleine-Hartlage an, dass sein Roman auch als politische Parabel verstanden werden kann.
- Ansage. Verlag Antaios, Schnellroda 2019, ISBN 978-3-944422-62-6.
- Konservativenbeschimpfung. Verlag Antaios, Schnellroda 2020, ISBN 978-3-944422-68-8.
- Systemfrage – Vom Scheitern der Republik und der Tag danach. Verlag Antaios, Schnellroda 2021, ISBN 978-3-949041-51-8.
- Tödliche Torheit – Der Krieg in der Ukraine und das Desaster der deutschen Politik. Verlag Antaios, Schnellroda 2022, ISBN 978-3-949041-52-5.
- Querfront. Die letzte Chance der deutschen Demokratie. Verlag der 300, Berlin 2023, ISBN 978-3-948781-38-5.
- BRD-Sprech: Worte als Waffe der Umerziehung. Verlag der 300, Berlin 2023, ISBN 978-3-910596-00-9.
- Der kalte Staatsstreich: Wie Faeser & Co. das Grundgesetz demolieren. Verlag der 300, Berlin 2024, ISBN 978-3-384-33376-6.

als Herausgeber
- mit Martin Lichtmesz: Europa verteidigen. Zehn Texte. Edition Antaios, Schnellroda 2011, ISBN 978-3-935063-66-1.